# Rede Juventudes
A Rede Juventudes é uma articulação em rede entre cerca de 24 entidades governamentais e não-governamentais que desenvolvem trabalhos com jovens e estão sediados, em sua maioria, no Nordeste do Brasil. Criada em abril de 2002, através de um projeto de iniciativa da Fundação Kellogg para dar suporte aos projetos financiados, a Rede tem o objetivo de fomentar a participação juvenil na garantia de seus direitos, atuando principalmente nas áreas de Políticas Públicas, Trabalho e Renda (Economia Solidária) e Comunicação.
Tendo como princípio norteador o jovem como sujeito de direitos, o Redes desenvolve diversas ações, entre elas:
- Promoção de intercâmbio entre jovens e educadores dos projetos, possibilitando a reflexão sobre suas experiências;
- Fortalecimento das formas de organização do jovem em busca de seus objetivos, respeitando a diversidade do universo juvenil;
- Busca de canais de diálogo nos espaços públicos, através dos quais o Redes assume um papel de mediador entre jovens e os diversos setores do poder público;
- Construção coletiva de propostas de políticas públicas de juventudes, junto ao poder público e à sociedade civil;
- Promoção de momentos de discussão e formação, com a participação ativa de jovens, educadores e gestores.